# Edward John Cobbett

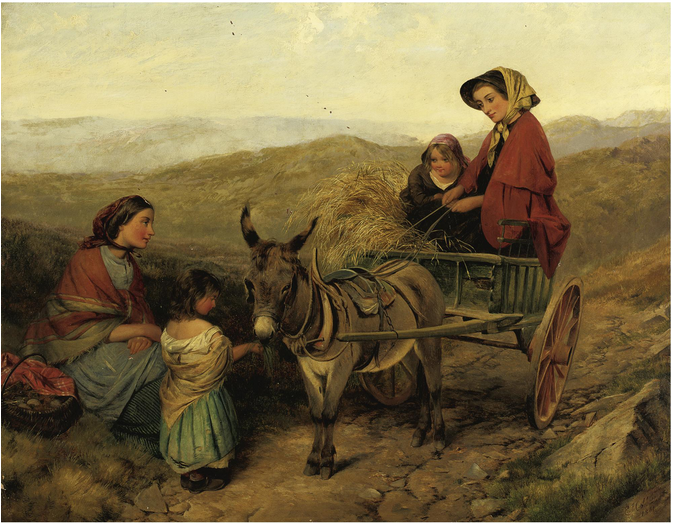
Ölgemälde von E J Cobbett (1861)

Edward John Cobbett (* April 1815 in London; † 1899) war ein englischer Maler.
Edward John Cobbett war als Schüler von Joseph William Allen (1803–1852) ein Aquarell- und Ölmaler. Zwischen 1833 und 1880 stellte er an der Royal Academy of Arts und der Royal Society of British Artists aus. Er arbeitete in London, wo er sich den Präraffaeliten angeschlossen hatte, und Addlestone und malte insbesondere Landschafts- und Blumenmotive.